# Wareham
Wareham és una població dels Estats Units a l'estat de Massachusetts. Segons el cens del 2008 tenia 21.221 habitants.

## Demografia
Segons el cens del 2000, Wareham tenia 20.335 habitants, 8.200 habitatges, i 5.338 famílies. La densitat de població era de 219,3 habitants/km².
Dels 8.200 habitatges en un 29,5% hi vivien nens de menys de 18 anys, en un 46,4% hi vivien parelles casades, en un 14,2% dones solteres, i en un 34,9% no eren unitats familiars. En el 29,2% dels habitatges hi vivien persones soles el 12,6% de les quals corresponia a persones de 65 anys o més que vivien soles. El nombre mitjà de persones vivint en cada habitatge era de 2,44 i el nombre mitjà de persones que vivien en cada família era de 3,02.
Per edats la població es repartia de la següent manera: un 24,5% tenia menys de 18 anys, un 6,3% entre 18 i 24, un 28,5% entre 25 i 44, un 24,5% de 45 a 60 i un 16,2% 65 anys o més.
L'edat mediana era de 39 anys. Per cada 100 dones de 18 o més anys hi havia 86,9 homes.
La renda mediana per habitatge era de 40.422 $ i la renda mediana per família de 45.750$. Els homes tenien una renda mediana de 37.601 $ mentre que les dones 28.306$. La renda per capita de la població era de 21.312$. Entorn del 8,1% de les famílies i el 10,7% de la població estaven per davall del llindar de pobresa.